# بني الشماخ (ريمة)

تعديل مصدري - تعديل

بني الشماخ أو قرية بني الشماخ  هي إحدى قرى عزلة الضبارة الواقعة ضمن مديرية مديرية كسمة التابعة لمحافظة ريمة. بلغ تعداد سكانها (1340) نسمة حسب تعداد اليمن لعام 2004.
توجد حول القرية مدرجات زراعية.

## المحلات التابعة للقرية
- الحيث
- دي عاق
- دي ثورين
- النوبة
- المصبح
- ربوس
- الوثن
- المعقاب
- الحنفظ
- الشجز
- مدث
- الماور
- الظهرة
- الجلح

## روابط خارجية
- الدليل الشامــل